# 珍妮弗·沙哈德
珍妮弗·沙哈德（英語：Jennifer Shahade，1980年12月31日—），美国女子国际象棋棋手与扑克选手。她是两届美国女子国际象棋冠军，拥有女子特级大师（WGM）称号。

## 生平
沙哈德出生于费城，父亲是黎巴嫩人，母亲则是犹太人。她的父亲迈克·沙哈德（Mike Shahade）是德雷塞尔大学化学教授，拥有国际象棋国际大师（IM）称号。她的兄长格雷格·沙哈德亦为一名国际象棋国际大师。
1998年，沙哈德成为美国青少年公开赛史上的首位女子冠军。此后，她于2002年与2004年两度夺得美国女子国际象棋锦标赛冠军。
沙哈德出版过《象棋婊子》（Chess Bitch）、《像女孩一样下棋》（Play Like a Girl）、《象棋皇后》（Chess Queens）等国际象棋书籍。2018年起，出任美国国际象棋协会女子项目主任。
在国际象棋生涯之外，沙哈德还是一位扑克选手。2014年，她在TonyBet主办的首届明牌十三张扑克世界锦标赛豪客赛（High Roller）中夺得冠军，获10万欧元奖金。
2023年2月，沙哈德公开指控国际象棋特级大师亚历杭德罗·拉米雷斯曾两次性侵犯过她。在此之后，又有多名女性出面控诉拉米雷斯对她们的性骚扰与性侵犯。